# Epirhyssa kurilensis
Epirhyssa kurilensis är en stekelart som beskrevs av Dmitriy R. Kasparyan 2007. Epirhyssa kurilensis ingår i släktet Epirhyssa och familjen brokparasitsteklar. Inga underarter finns listade i Catalogue of Life.